# مستکان (صومای شمالی)
مستکان، روستایی است از توابع بخش صومای برادوست و در شهرستان ارومیه استان آذربایجان غربی ایران.

## جمعیت
این روستا در دهستان صومای شمالی قرار داشته و بر اساس سرشماری سال ۱۳۸۵ جمعیت آن ۵۷۵ نفر (۱۱۶ خانوار)
بوده‌است.